# Abiquiú
Abiquiú est une petite census-designated place située dans le comté de Rio Arriba, dans le nord du Nouveau-Mexique, au sud-ouest des États-Unis, à environ 85 km au nord de Santa Fe.
Abiquiú a été l'un des domiciles de l'artiste Georgia O'Keeffe, de 1929 à 1984, au Georgia O'Keeffe Home and Studio (en). Elle était également propriétaire d'un bien immobilier à Ghost Ranch (en), situé à proximité. Beaucoup de ses peintures représentent des scènes près d'Abiquiú.